# Mike and the Mechanics
Mike and the Mechanics (stilisierte Schreibweise: Mike + The Mechanics) ist eine Band des britischen Songschreibers und Genesis-Gitarristen Mike Rutherford.
In der ersten Phase, die von 1985 bis zum Tod des Sängers Paul Young im Juli 2000 reichte, veröffentlichte sie fünf Studioalben und gelangte mit ihnen zu erheblichem kommerziellem Erfolg. Danach trat die Band nur noch sporadisch in Erscheinung.

## Geschichte

### Gründung und erstes Album (1985–1986)
Mike Rutherford versuchte, wie die anderen prägenden Mitglieder von Genesis, ein zweites Standbein als Musiker in einem eigenen Soloprojekt aufzubauen. Seine beiden Anfang der 1980er-Jahre mit unterschiedlichen Studiomusikern aufgenommenen Alben Smallcreep’s Day und Acting Very Strange basierten auf seinen auch in Genesis eingebrachten Grundideen. Auf dem zweiten Album spielte er jedoch teilweise eine deutlich rockigere E-Gitarre als es bei Genesis üblich war und sang die Stücke selbst. Das Resultat war offenbar nicht befriedigend, weswegen Rutherford im Jahr 1985 das Projekt „Mike and the Mechanics“ gründete.
Zu einer Zeit, als Genesis nach der Welttournee 1984 im Anschluss an das mit dem Bandnamen betitelte Album Genesis (1983), auf dem die gesamten 1980er-Jahre andauernden Höhepunkte ihres kommerziellen Erfolges waren, und auch sein Bandkollege Phil Collins und der frühere Genesis-Sänger Peter Gabriel mit ihren Veröffentlichungen ein breites Publikum ansprachen, suchte Rutherford eine künstlerische Nische. Er wollte experimentellere und dabei zeitgemäße Veröffentlichungen mit Autoren und Musikern machen, ohne dabei personell festgelegt zu sein.
Das zeigt sich in der Besetzungsliste des ersten Albums, das schlicht Mike and the Mechanics hieß. Der Kern der Band bestand aus Mike Rutherford an der Gitarre und dem Bass, dem Produzenten Christopher Neil, dem Keyboarder Adrian Lee sowie dem Schlagzeuger Peter Van Hooke. Nach den eher schlechten Erfahrungen mit seinem eigenen Gesang lud Rutherford gleich vier Vokalisten zu den Aufnahmen ein, darunter die späteren festen Mitglieder Paul Carrack und Paul Young (nicht zu verwechseln mit dem erfolgreichen Soul-Sänger gleichen Namens). Hinzu kamen noch weitere Studiomusiker. Die Stücke schrieb Rutherford überwiegend gemeinsam mit Neil oder B. A. Robertson.
Die unauffällige Nischenexistenz war jedoch bereits mit Veröffentlichung der ersten beiden Singleauskopplungen Silent Running (On Dangerous Ground) und All I Need Is A Miracle im Sommer 1986 vorüber, denen, wie auch dem Album, zuerst in den USA und dann auch in anderen Ländern großer Markterfolg zuteilwurde.

### VonLiving Yearsbis zuHits(1988–1996)

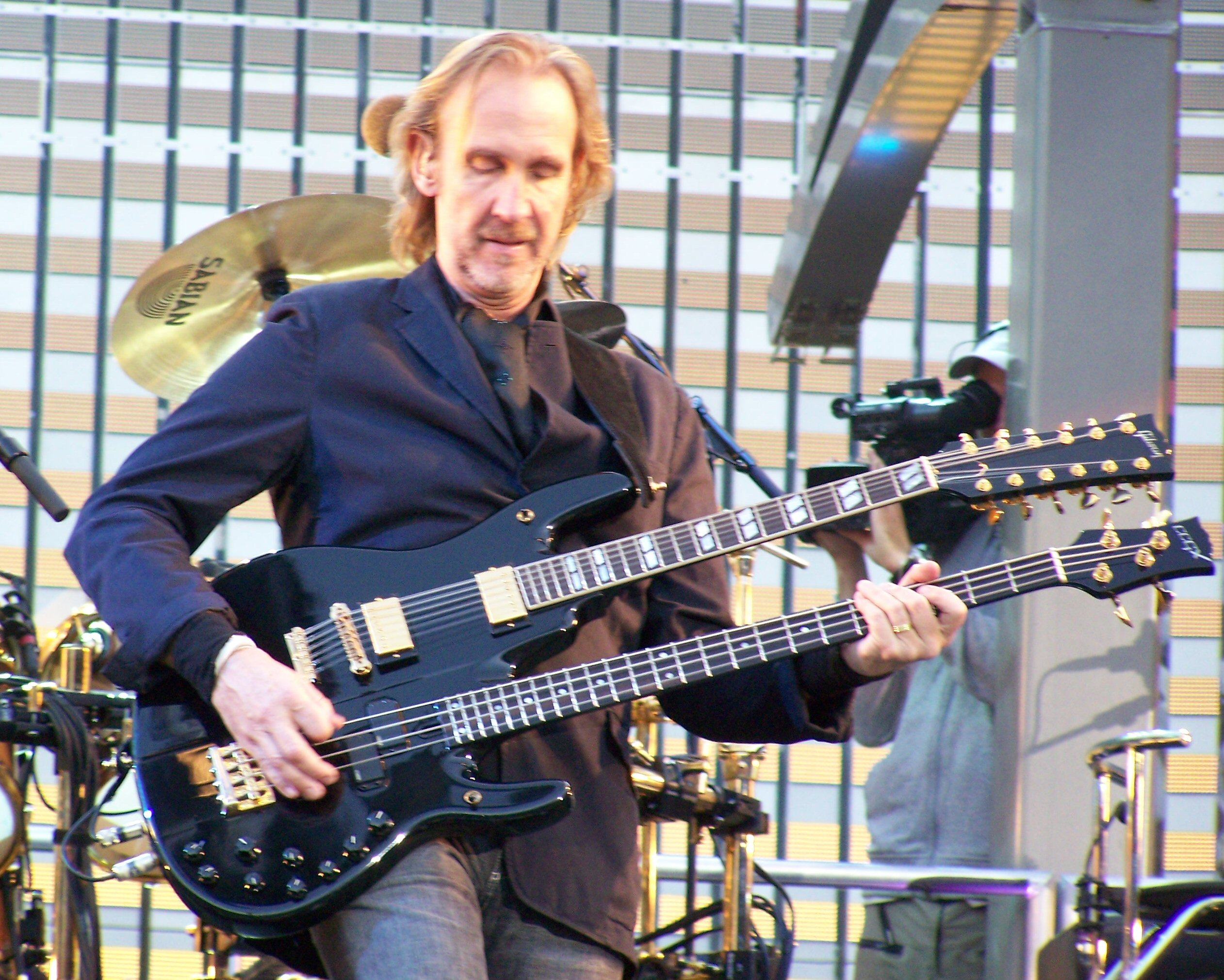
Mike Rutherford (2007)

Das zweite Album Living Years entstand 1988 im Anschluss an die Tournee für das Genesis-Album Invisible Touch. Die Single The Living Years mit ihrer persönlichen Thematik wurde zu einem der bekanntesten Stücke der Gruppe, während das Album auch insgesamt den Zuspruch der Kritiker fand.
Das dritte Album Word of Mouth brachte 1991 die erste Änderung in der Rezeptur von Mike and the Mechanics, als Rutherford den Produzenten Russ Titelman zu der ansonsten unveränderten Besetzung hinzuholte. Die Zusammenarbeit war jedoch problematisch, und das Album verkaufte sich auch weniger gut als die Mechanics-Werke der 1980er.
Während der folgenden vier Jahre bis zum Album Beggar on a Beach of Gold (1995) waren Genesis, zum letzten Mal in der Besetzung ihrer kommerziellen Glanzzeit, für das Album We Can’t Dance aktiv.
Mike and the Mechanics konnten, getragen von ihren beiden charismatischen Sängern, stets mit überzeugenden Liveauftritten glänzen. Doch anstelle eines branchenüblichen Livealbums erschien im Frühjahr 1996 im Kielwasser des Erfolgs eine noch branchenüblichere Best-of-Zusammenstellung namens Hits mit einer neu eingespielten Fassung des Stückes All I Need Is A Miracle.

### Im neuen Jahrtausend (seit 1999)

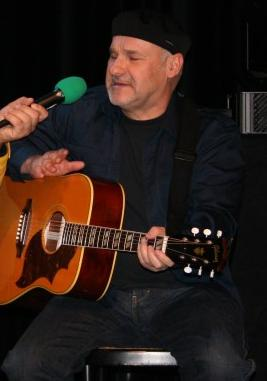
Paul Carrack (2009)

Beim sechsten Album Mike and the Mechanics (deswegen auch als M6 bekannt) von 1999 gab es die ersten tiefgreifenden Änderungen. Die bis dahin bestehende Kernmannschaft löste sich auf; neben Rutherford, Carrack und Young war als fester Musiker nur Gary Wallis vertreten. Wallis hatte bereits auf Beggar On A Beach Of Gold sowie bei Live-Auftritten Schlagzeug gespielt und ersetzte nun im Studio Peter Van Hooke. Auch die beiden Sänger spielten Instrumente, insbesondere Paul Carrack ließ seine Erfahrung und seinen zu der Zeit wachsenden Erfolg als vielseitiger Instrumentalist an Keyboards, Gitarre sowie Schlagzeug einfließen. Unter den verschiedenen Produzenten, die mit Mike Rutherford zusammenarbeiteten, waren Chris Neil, der Genesis-Co-Produzent Nick Davis sowie das externe Produzentenpaar Mark Taylor und Brian Rawling, die der Single Now That You’ve Gone einen zeitgemäßen und auf einen großen Verkaufserfolg zielenden Klang gaben. Das Ergebnis war ein glattes, zwischen zwanglos gespielten halbakustischen Popsongs und elektronischen Klängen dahingleitendes Album, das stellenweise wie ein Soloalbum von Paul Carrack wirkte.
Im Juli 2000 starb Paul Young überraschend mit 53 Jahren an einem Herzinfarkt. Lange Zeit war für die Fans unklar, ob dies das Ende von Mike and the Mechanics bedeuten würde, da Paul Carrack als Solokünstler immer erfolgreicher wurde.
Die im Juni 2004 herausgebrachte Platte Rewired wurde zu einer Rückkehr zu den Anfängen, nun unter dem Namen Mike and the Mechanics feat. Paul Carrack. Es halfen neue Musiker wie Rupert Cobb und Will Bates, ein von experimentellen Stücken geprägtes, mittels einer beiliegenden DVD auch visuell untermaltes Album zu schaffen. Auf der folgenden Promotion-Tour trat die Gruppe unter anderem im Vorprogramm von Phil Collins auf.
Im November 2006 erklärte Paul Carrack in einem Interview, dass er kein weiteres Album mit der Band aufnehmen wolle, nachdem ihm verweigert worden sei, für sein Best-Of-Album einige Mike-and-the-Mechanics-Songs zu verwenden. Auch Mike Rutherford äußerte in einem Interview, dass die Zeit der Band vorüber sei.
Im April 2011 wurde das Album The Road mit Andrew Roachford, Tim Howar und Arno Carstens (letzterer war nie offizieller Teil der Band) als Sänger veröffentlicht, kam allerdings nur knapp unter die Top 50.
Die neu formierte Band feiert seit der Veröffentlichung dieses Albums Live-Erfolge.

## Diskografie

### Studioalben
| Jahr | Titel                     | Höchstplatzierung, Gesamtwochen, AuszeichnungChartplatzierungen (Jahr, Titel, Platzierungen, Wochen, Auszeichnungen, Anmerkungen) | Höchstplatzierung, Gesamtwochen, AuszeichnungChartplatzierungen (Jahr, Titel, Platzierungen, Wochen, Auszeichnungen, Anmerkungen) | Höchstplatzierung, Gesamtwochen, AuszeichnungChartplatzierungen (Jahr, Titel, Platzierungen, Wochen, Auszeichnungen, Anmerkungen) | Höchstplatzierung, Gesamtwochen, AuszeichnungChartplatzierungen (Jahr, Titel, Platzierungen, Wochen, Auszeichnungen, Anmerkungen) | Höchstplatzierung, Gesamtwochen, AuszeichnungChartplatzierungen (Jahr, Titel, Platzierungen, Wochen, Auszeichnungen, Anmerkungen) | Anmerkungen                            |
| Jahr | Titel                     | DE | AT | CH | UK | US | Anmerkungen                            |
| ---- | ------------------------- | --- | --- | --- | --- | --- | -------------------------------------- |
| 1985 | Mike + The Mechanics      | DE26 (22 Wo.)DE | — | — | UK78 (3 Wo.)UK | US26 Gold · (53 Wo.)US | Erstveröffentlichung: 21. Oktober 1985 |
| 1988 | Living Years              | DE16 (13 Wo.)DE | — | CH19 (7 Wo.)CH | UK2 Gold · (23 Wo.)UK | US13 Gold · (37 Wo.)US | Erstveröffentlichung: 28. Oktober 1988 |
| 1991 | Word of Mouth             | DE22 (20 Wo.)DE | AT22 (7 Wo.)AT | CH19 (8 Wo.)CH | UK11 Silber · (7 Wo.)UK | US107 (5 Wo.)US | Erstveröffentlichung: 2. April 1991    |
| 1995 | Beggar on a Beach of Gold | DE21 (28 Wo.)DE | AT25 (5 Wo.)AT | CH16 (22 Wo.)CH | UK9 Gold · (34 Wo.)UK | — | Erstveröffentlichung: 6. März 1995     |
| 1999 | Mike and the Mechanics    | DE9 (10 Wo.)DE | — | CH17 (9 Wo.)CH | UK14 (5 Wo.)UK | — | Erstveröffentlichung: 31. Mai 1999     |
| 2004 | Rewired                   | DE39 (3 Wo.)DE | — | CH50 (2 Wo.)CH | UK42 (2 Wo.)UK | — | Erstveröffentlichung: 7. Juni 2004     |
| 2011 | The Road                  | DE41 (1 Wo.)DE | — | CH64 (1 Wo.)CH | UK42 (2 Wo.)UK | — | Erstveröffentlichung: 18. April 2011   |
| 2017 | Let Me Fly                | DE51 (2 Wo.)DE | — | CH20 (3 Wo.)CH | UK9 (3 Wo.)UK | — | Erstveröffentlichung: 7. April 2017    |
| 2019 | Out of the Blue           | DE40 (2 Wo.)DE | — | CH35 (1 Wo.)CH | UK7 (2 Wo.)UK | — | Erstveröffentlichung: 5. April 2019    |

### Kompilationen
| Jahr | Titel                           | Höchstplatzierung, Gesamtwochen, AuszeichnungChartplatzierungen (Jahr, Titel, Platzierungen, Wochen, Auszeichnungen, Anmerkungen) | Höchstplatzierung, Gesamtwochen, AuszeichnungChartplatzierungen (Jahr, Titel, Platzierungen, Wochen, Auszeichnungen, Anmerkungen) | Höchstplatzierung, Gesamtwochen, AuszeichnungChartplatzierungen (Jahr, Titel, Platzierungen, Wochen, Auszeichnungen, Anmerkungen) | Höchstplatzierung, Gesamtwochen, AuszeichnungChartplatzierungen (Jahr, Titel, Platzierungen, Wochen, Auszeichnungen, Anmerkungen) | Anmerkungen                           |
| Jahr | Titel                           | DE | AT | CH | UK | Anmerkungen                           |
| ---- | ------------------------------- | --- | --- | --- | --- | ------------------------------------- |
| 1996 | Hits                            | DE6 Gold · (24 Wo.)DE | AT41 (4 Wo.)AT | CH11 (15 Wo.)CH | UK3 ×2Doppelplatin · (31 Wo.)UK                                                                                                   | Erstveröffentlichung: 2. März 1996    |
| 2014 | The Singles 1985–2014           | DE80 (1 Wo.)DE | — | — | UK18 (4 Wo.)UK | Erstveröffentlichung: 20. Januar 2014 |
| 2025 | Looking Back – Living the Years | DE96 (1 Wo.)DE | — | — | — | Erstveröffentlichung: 14. März 2025   |

Weitere Kompilationen
- 2000: Favourites / The Very Best Of
- 2004: Rewired + Hits – The Latest + The Greatest
- 2018: Silent Running: The Masters Collection

### Singles
| Jahr | Titel Album                                               | Höchstplatzierung, Gesamtwochen, AuszeichnungChartplatzierungen (Jahr, Titel, Album, Platzierungen, Wochen, Auszeichnungen, Anmerkungen) | Höchstplatzierung, Gesamtwochen, AuszeichnungChartplatzierungen (Jahr, Titel, Album, Platzierungen, Wochen, Auszeichnungen, Anmerkungen) | Höchstplatzierung, Gesamtwochen, AuszeichnungChartplatzierungen (Jahr, Titel, Album, Platzierungen, Wochen, Auszeichnungen, Anmerkungen) | Höchstplatzierung, Gesamtwochen, AuszeichnungChartplatzierungen (Jahr, Titel, Album, Platzierungen, Wochen, Auszeichnungen, Anmerkungen) | Höchstplatzierung, Gesamtwochen, AuszeichnungChartplatzierungen (Jahr, Titel, Album, Platzierungen, Wochen, Auszeichnungen, Anmerkungen) | Anmerkungen                             |
| Jahr | Titel Album                                               | DE | AT | CH | UK | US | Anmerkungen                             |
| ---- | --------------------------------------------------------- | --- | --- | --- | --- | --- | --------------------------------------- |
| 1985 | Silent Running (On Dangerous Ground) Mike + The Mechanics | DE8 (14 Wo.)DE | — | — | UK21 (12 Wo.)UK | US6 (24 Wo.)US | Erstveröffentlichung: 4. November 1985  |
| 1986 | All I Need Is a Miracle Mike + The Mechanics              | DE26 (16 Wo.)DE | — | — | UK27 (10 Wo.)UK | US5 (19 Wo.)US | Erstveröffentlichung: 3. Februar 1986   |
| 1986 | Taken In Mike + The Mechanics                             | — | — | — | — | US32 (15 Wo.)US | Erstveröffentlichung: 30. Juni 1986     |
| 1988 | Nobody’s Perfect The Living Years                         | — | — | — | UK80 (3 Wo.)UK | US63 (11 Wo.)US | Erstveröffentlichung: Oktober 1988      |
| 1988 | The Living Years                                          | DE13 (10 Wo.)DE | AT18 (6 Wo.)AT | — | UK2 Gold · (11 Wo.)UK | US1 (20 Wo.)US | Erstveröffentlichung: 27. Dezember 1988 |
| 1989 | Seeing is Believing The Living Years                      | — | — | — | — | US62 (6 Wo.)US | Erstveröffentlichung: April 1989        |
| 1989 | Nobody Knows The Living Years                             | — | — | — | UK81 (3 Wo.)UK | — | Erstveröffentlichung: April 1989        |
| 1991 | Word of Mouth                                             | DE27 (18 Wo.)DE | — | — | UK13 (10 Wo.)UK | US78 (6 Wo.)US | Erstveröffentlichung: März 1991         |
| 1991 | A Time and Place Word of Mouth                            | — | — | — | UK58 (3 Wo.)UK | — | Erstveröffentlichung: Juni 1991         |
| 1991 | Everybody Gets a Second Chance Word of Mouth              | DE51 (14 Wo.)DE | — | — | UK56 (4 Wo.)UK | — | Erstveröffentlichung: Oktober 1991      |
| 1995 | Over My Shoulder Beggar on a Beach of Gold                | DE44 (23 Wo.)DE | — | CH30 (14 Wo.)CH | UK12 Gold · (9 Wo.)UK | — | Erstveröffentlichung: 13. Februar 1995  |
| 1995 | A Beggar on a Beach of Gold Beggar on a Beach of Gold     | DE64 (11 Wo.)DE | — | — | UK33 (5 Wo.)UK | — | Erstveröffentlichung: Juni 1995         |
| 1995 | Another Cup of Coffee Beggar on a Beach of Gold           | DE61 (10 Wo.)DE | — | — | UK51 (4 Wo.)UK | — | Erstveröffentlichung: August 1995       |
| 1999 | Now That You’ve Gone Mike and the Mechanics               | DE64 (9 Wo.)DE | — | — | UK35 (2 Wo.)UK | — | Erstveröffentlichung: Mai 1999          |
| 1999 | Whenever I Stop Mike and the Mechanics                    | DE76 (9 Wo.)DE | — | — | UK73 (1 Wo.)UK | — | Erstveröffentlichung: August 1999       |

Weitere Singles
- 1986: Hanging by a Thread
- 1989: Revolution
- 1991: Get Up
- 1991: Stop Baby
- 1995: Mea Culpa
- 1999: All the Light I Need
- 2004: One Left Standing
- 2004: If I Were You
- 2004: Perfect Child
- 2011: Reach Out (Touch the Sun)
- 2011: Try to Save Me
- 2017: Don’t Know What Came Over Me
- 2017: The Best Is Yet to Come
- 2019: Out of the Blue
- 2019: What Would You Do

### Videoalben
| Jahr | Titel                              | Höchstplatzierung, Gesamtwochen, AuszeichnungChartsChartplatzierungen (Jahr, Titel, Platzierungen, Wochen, Auszeichnungen, Anmerkungen) | Anmerkungen                             |
| Jahr | Titel                              | UK | Anmerkungen                             |
| ---- | ---------------------------------- | --- | --------------------------------------- |
| 2013 | Live at Shepherds Bush London 2004 | UK10 (43 Wo.)UK | Erstveröffentlichung: 6. September 2013 |

## Auszeichnungen für Musikverkäufe
| Goldene Schallplatte - Kanada - 1989: für das Album Living Years |

Anmerkung: Auszeichnungen in Ländern aus den Charttabellen bzw. Chartboxen sind in ebendiesen zu finden.
| Land/RegionAuszeichnungen für Musikverkäufe (Land/Region, Auszeichnungen, Verkäufe, Quellen) | Silber  | Gold     | Platin     | Verkäufe  | Quellen           |
| -------------------------------------------------------------------------------------------- | ------- | -------- | ---------- | --------- | ----------------- |
| Deutschland (BVMI)                                                                           | —       | Gold1    | —          | 250.000   | musikindustrie.de |
| Kanada (MC)                                                                                  | —       | Gold1    | —          | 50.000    | musiccanada.com   |
| Vereinigte Staaten (RIAA)                                                                    | —       | 2× Gold2 | —          | 2.000.000 | riaa.com          |
| Vereinigtes Königreich (BPI)                                                                 | Silber1 | 4× Gold4 | 2× Platin2 | 1.660.000 | bpi.co.uk         |
| Insgesamt                                                                                    | Silber1 | 8× Gold8 | 2× Platin2 |           |                   |